# 이시카와 신
이시카와 신(일본어: 石川真, 1963년 8월 3일 ~ )은 일본의 배우이다.